# Ceraclea diluta
Ceraclea diluta är en nattsländeart som först beskrevs av Hagen 1861.  Ceraclea diluta ingår i släktet Ceraclea och familjen långhornssländor. Inga underarter finns listade i Catalogue of Life.